# Théodore Szkudlapski
Théodore Szkudlapski, dit Théo, est un footballeur international français, né le 17 novembre 1935 à Avion et mort le 7 avril 2006 à Lens. Il évoluait au poste de meneur de jeu.

## Biographie

### Début dans le Nord
Fils d'un immigré polonais arrivé à Avion (Pas-de-Calais) pour travailler dans les mines de charbon de la région lensoise, celui que tout le monde appelait Théo descend dans les mines à 15 ans aux Houillères. Il joue au foot, dans le petit Club Sportif Avionnais en tant qu'amateur. En 1953, il joue pour le RC Lens jusqu'en 1958, lorsqu'il part pour le Stade rennais. Deux ans plus tard, il rejoint l'AS Monaco, où il éblouira le championnat de France de tout son talent. 

### L'éclosion monégasque
Arrivé à l'AS Monaco en 1960, Théo inscrit dès son premier match un somptueux but d'une reprise de volée du droit en pleine lucarne. Impressionnant quand on sait que Théo était un gaucher exclusif. Il est deux fois champion de France (1961 et 1963), vainqueur de la Coupe de France 1963, ainsi que champion du monde militaire en 1957 à Buenos Aires. Meneur de jeu, il forme avec Henri Biancheri, Michel Hidalgo et Yvon Douis le « carré magique » constitué par l'entraîneur Lucien Leduc qui dirige au début des années 1960 une des équipes du championnat de France qui pratique le plus beau jeu. Il fut l'un des meilleurs joueurs de l'ASM des années 1960. Jacques Ferran, grand éditorialiste de France Football, dressa un portrait plus qu'élogieux du meneur :
« On n'a pu regarder jouer Théo, sous le maillot de l'AS Monaco notamment, et ne pas aimer la fluidité quasi irréelle de sa technique et la façon qu'il avait d'être le patron sur un terrain sans avoir un geste à faire ni un mot à prononcer. Il était, dans ses dribbles déliés, dans ses longues passes méticuleuses, comme dans ses tirs écrasants, l'aisance même et l'incarnation d'un football ramené à son essence. »
D'une grande générosité, Théo compense sa relative lenteur de course par ses exceptionnels gestes techniques. Le style de Théo est nouveau pour l'époque, il est alors boudé par la sélection nationale qui ne veut pas remettre en cause son système de jeu. Seul l'entraîneur Leduc sait l'utiliser, mais il est entraîneur de Monaco et pas de l'équipe de France. Un bon nombre de personnes auraient apprécié son association avec Raymond Kopa, mais ce ne fut pas le cas, car il n'obtient que deux petites sélections. Il arrête sa carrière en 1967, à l'âge de 32 ans.
En 2022, le magazine So Foot le classe dans le top 1000 des meilleurs joueurs du championnat de France, à la 215e place.

## Palmarès
- Champion du Monde Militaire en Argentine en 1957
- Champion de France en 1961 et 1963 avec l'AS Monaco
- Vainqueur de la Coupe de France en 1963 avec l'AS Monaco
- Vainqueur de la Coupe Charles Drago en 1961 avec l'AS Monaco